# Heidelberg (Teksas)
Heidelberg – jednostka osadnicza w Stanach Zjednoczonych, w stanie Teksas, w hrabstwie Hidalgo.